# 달구벌 천도계획

달구벌 천도계획(達句伐遷都計劃)은 689년 신라 신문대왕이 수도를 서라벌에서 달구벌로 옮기려 했던 계획이다.
통일신라가 수립된 이후, 귀족들의 영향력에서 벗어난 중앙집권적 통일국가를 지향하기 위해 천도를 계획했던 신문대왕은 689년 9월 26일 달구벌 근교 장산성을 순행하며 공사진행을 독려했다. 하지만 안타깝게도 4년의 시도 끝에 천도 계획은 백지화되었다. 
2019년 대구광역시 수성구 중동에서 신라시대 달구벌 유적이 발견되었으나 아파트 건설공사로 인해 완전히 파괴되었다.